# 选择理论
选择理论（Choice Theory）是威廉·葛拉瑟医生在他著作《选择理论》中论述的一个他创立的理论。选择理论是他50多年从事心理学和心理辅导实践的最高层次的理论结晶。
选择理论认为行为是我们生活的中心环节。我们的行为被以下的五种基因导向的需要所驱动着：生存、爱与依附、权力、自由、乐趣。

## 理论内容
选择理论阐述了人脑海中存在的“理想世界”，理想世界伴随我们的一生，人们把自己最珍惜的事物放在自己的理想世界中，主要是和我们关系密切的人，引以为傲的东西，信仰，人生价值等。我们每个人努力工作和生活，就是为了让自己的理想世界成为现实。
不快乐的原因是和人的关系的失败，比如和自己的伴侣，父母，孩子，朋友或者同事。不快乐的症状是各种各样的，而且常常被认为是精神疾病。威廉·葛拉瑟医生认为，“满足”和“快乐”是有联系，但是完全不同的。比如，性是一种“满足”，但是和在温馨的家庭中产生的那种持续的“快乐”是两码事。所以，基于选择理论的新现实治疗法，重在改善患者的人际关系。
选择理论认为，不快乐是一种精神疾病的表现，我们可以学习不同的行为来获得更好的满足。现实疗法就侧重于帮助病患学会作出不同的选择。

## 十大公理
1. 在所有人的行為中，我们能控制的只有自己的行为。
2. 所有我们能够给予其它人的只有信息。
3. 所有长期的心理问题都是关系上出了问题。
4. 有问题的关系总是我们当前生活中的一部分。
5. 过去痛苦经历会对我们今天产生一定的影响，但是回想痛苦的经历却对当前的生活基本上是没有帮助的。当前重要的任务是改善当前的重要关系。
6. 我们被以下的五种基因导向的需要所驱动着：生存、爱与依附、权力、自由、乐趣。
7. 我们要满足这些需要只能通过满足优质世界中的图像。
8. 从出生到死亡我们所有能做的只是行为。
9. 所有的行为都可以称为总体行为并且用动词来描述，它包括四个不可分割的部分：动作、思考、感觉和生理活动。
10. 我们可以选择所有的总体行为，但是我们只能直接控制动作和思考部分。然而，我们可以通过选择动作和思考来间接控制我们的感觉和生理活动。